# Focke-Achgelis Fa 223
Focke-Achgelis Fa 223 Drache (Draken) får räknas som den första praktiskt användbara helikoptern och var operativ under andra världskriget om än i ett litet antal p.g.a. de allierades bombningar mot produktionsanläggningarna.

## Utveckling

### Bakgrund
Konstruktionsmässigt var Fa 223 en förstorad Focke-Wulf Fw 61, där den största skillnaden bortsett storleken var att föraren nu satt i en inglasad nos. Den viktigaste tekniska förändringen var att rotornavet omkonstruerades (från ett komplicerat system) till ett rotornav med styrplattor som i princip är av samma typ som fortfarande används idag. Vidare konstruerades ett säkerhetssystem som automatiskt frikopplade båda rotorerna i händelse att de miste synkroniseringen, till exempel genom ett ensidigt fel i kraftöverföringen.

### Utprovning
Den första prototypen var klar i oktober 1939 och började marktestas för att så småningom övergå till "tjudrade" flygprov. Det visade sig att man hade problem med rotorstyrningen samt vibrationer och prototypen måste modifieras och repareras i flera omgångar. Det skulle dröja till juni 1940 innan de första riktiga provflygningarna kunder påbörjas.

## Varianter
Från början var det tänkt att Fa 223 skulle byggas i fem varianter:
- Fa 223A (ubåtsjakt)
- Fa 223B (spaning)
- Fa 223C (sjöräddning)
- Fa 223D (transport)
- Fa 223E (multirole, med dubbelkommando)

## Produktion
Produktionen av Fa 223 stördes under hela kriget av allierades bombanfall. I juni 1942 ödelades Focke-Achgelis fabrik i Delmenhorst och de båda prototyperna samt ytterligare sex helikoptrar under tillverkning förstördes. Produktionen flyttades till Laupheim i södra Tyskland men det skulle dröja till februari 1943 innan den första helikoptern kunder levereras ut. Fabriken förstördes i ett bombanfall i juli 1944. Bombanfallen var dock inte riktade emot helikoptertillverkningen, då de allierade först fick kännedom om Fa 223 projektet i september 1944 då en Fa 223 råkade komma med på ett spaningsfoto över flygfältet i Dornstadt. Totalt levererades 20 exemplar.

## Operativ tjänst
I februari 1945 sattes världens först helikopterförband upp, Transportstaffel 40, i Mühldorf/Bayern. De hade tillgång till tre, senare fyra, Fa 223 och två Flettner Fl 282. Förbandets huvudsakliga verksamhet blev dock att genomföra en serie påtvingade förflyttningar för att undfly de framryckande allierade trupperna. 
En Fa 223 flögs mot Italien för att transportera Mussolini från den bergstopp han befann sig efter att ha fritagits från italiensk fångenskap av ett SS-kommando lett av Otto Skorzeny. Helikoptern gick dock sönder och Mussoline och Skorzeny transporterades istället med ett flygplan av modellen Fieseler Fi 156 som hade mycket kort start- och landningssträcka.

## Efter kriget
Efter krigsslutet väckte Fa 223 stort intresse bland de allierade eftersom den i stort hade bättre prestanda än samtida amerikanska helikoptrar. Både Frankrike och Tjeckoslovakien byggde kopior av Fa 223, men de blev inte mer än prototyper då Fa 223 var mekaniskt komplicerad, krävande att bygga samt inte hade acceptabel tillförlitlighet. I oktober 1940 registrerade en Fa 223 topphöjden 7090 meter, men det kom aldrig att registreras som ett rekord eftersom det skedde i krigstid och det skulle dröja till 1955 innan det överträffades av en fransk Alouette-helikopter.